# Isoxazol
Isoxazol je heterocyklická organická sloučenina s pětičlenným cyklem obsahujícím jeden atom dusíku a jeden atom kyslíku. Jedná se o azol, ve kterém jeden kyslíkový atom sousedí s dusíkovým.
Pojmem isoxazoly se označují také deriváty této sloučeniny; jednovazný radikál odvozený od isoxazolu se nazývá isoxazolyl.

## Výskyt
Isoxazolové kruhy jsou součástí některých přírodních látek, například kyseliny ibotenové a muscimolu.

### Léčiva a herbicidy

Isoxaben, jeden z isoxazolů používaných jako herbicidy

Isoxazolové skupiny jsou také obsaženy v molekulách několika léčiv, jako je valdecoxib, inhibitor COX-2, a AMPA, fungující jako agonista neurotransmiterů . Další derivát furoxan slouží jako donor oxidu dusnatého. Isoxazolylovou skupinu lze též nalézt v řadě antibiotik odolných vůči beta-laktamázám, jako například kloxacilinu, dikloxacilinu a flukloxacilinu. K anabolickým steroidům obsahujícím isoxazolové kruhy patří mimo jiné danazol a androisoxazol. K isoxazolům patří také řada pesticidů.